# Georges Darien
Georges Darien (pseudonym, rodným jménem Georges Hippolyte Adrien; 6. duben 1862– 19. srpen 1921) byl francouzský spisovatel spojený s anarchismem a otevřený zastánce georgismu .

## Dílo

### Knihy
- Bas les coeurs ! (1889)
- Biribi (1890)
- Le Voleur (1897)
- La Belle France (1898)
- L'Épaulette (1901) (nepublikováno)

### České překlady
- Zloděj (Le Voleur), překlad Jiří Pechar, Praha : Odeon, 1970, 373 s.
  - zpracováno v roce 2022 v Českém rozhlasu jako čtrnáctidílná četba na pokračování. Z překladu Jiřího Pechara pro rozhlas připravil a v režii Vlada Ruska četl Pavel Soukup.[1]

### Pamflety
- Les Pharisiens

### Divadelní hry
- L'ami de l'ordre (1898)